# Clovia bilineata
Clovia bilineata är en insektsart som beskrevs av Victor Lallemand 1920. Clovia bilineata ingår i släktet Clovia och familjen spottstritar. Inga underarter finns listade i Catalogue of Life.